# Rurik-dinasztia
A Rurik-dinasztia (tagjai a Rurikidák, oroszul: Рюриковичи, ukránul: Рюриковичі), egy varég származású uralkodóház, melynek tagjai a 9. századtól több mint hétszáz éven keresztül uralkodtak többek között a Kijevi Ruszban és utódállamaiban, valamint e dinasztia tagjai adták az első orosz cárokat is a zűrzavaros időkig (1598–1613).

## A dinasztia megalapítása
A dinasztia alapítója a varég Rurik vezér (Rorik Konung, ?-879) volt, aki a Nyesztor-krónikában leírtak szerint fivérével a Ladoga-tótól délre eső területeken telepedett le. Testvéreinek halála után Rurik vezér egyesítette a családi birtokokat, és Novgorod környékén fejedelmi székhelyet létesített. A kibontakozó államalakulat a Rusz nevet kapta.

## A dinasztia eredete
A Rurik-dinasztia több életben lévő tagján végzett DNS-vizsgálatok alapján hivatalosan is megerősítést nyert, hogy a Rurik-dinasztia valóban nem szláv eredetű. Az elvégzett vizsgálatok eredményeiből a szakemberek arra a következtetésre jutottak, hogy finnugor eredetű DNS-sel állnak szemben.

## Alternatív elméletek
Más tudósok is osztják a DNS-vizsgálat eredményét értékelő tudósok véleményét, azonban a skandináv kitételt vitatják. A Dzsagfar tarihi, vitatott keletkezésű bolgár krónikagyűjtemény szerint Rurik eredeti neve Lakin volt (a név jelentése: 'szent sólyom'/'tiszta sólyom'), és a volgai bolgár Dulo nemzetségnek volt a tagja, mely dinasztiának a krónika szerint finnugor gyökerei voltak. A D.T. szerint Lakin fia volt Aidarnak (797-855) és fiatalabb testvére volt Gabdullah Dzsilkának (822-882) – mindketten más forrásokból is igazoltan létező volgai-bolgár kánok voltak. Rurik a D.T. szerint együtt harcolt Askold-dal, aki viszont valóban viking zsoldos volt, sokak szerint koruk népei azt gondolhatták, Lakin is Askold népéből való, vagy maga Askold adta neki a viking eredetű Rurik nevet. Az alternatív elméletet támogatók hivatkoznak arra a tényre, hogy Rurik címerjele – a háromágú villa – nem található meg sem skandináv, sem szláv törzsi jelképek között, miközben ismert, hogy a Dulo nemzetség jele a háromágú szigony volt.

## Nevezetes uralkodók
- I. Rurik, 862–879 (az első Rurikida)
- Oleg, 882–912 (a Kijevi Fejedelemség alapítója)
- I. Igor kijevi fejedelem 912-945 között
- I. (Szent) Vlagyimir, 978–1015 (az első keresztény fejedelem)
- I. (Bölcs) Jaroszláv, 1016–1018 és 1019–1054 (az utolsó, az egész Ruszra kiterjedő hatalmú kijevi nagyfejedelem)
- II. (Monomah) Vlagyimir, 1113–1125 (az utolsó befolyásos kijevi nagyfejedelem)
- I. (Hosszúkezű) György, 1149–1151, 1155–1157 (Moszkva alapítója)
- I. András, 1157–1174 (az első vlagyimiri fejedelem)
- I. (Névai) Sándor, 1252–1263 (a Német Lovagrend legyőzője a Csúd-tónál)
- I. (Pénzeszsák) Iván, 1325–1340 (A Vlagyimiri- és Moszkvai Fejedelemség egyesítője)
- (Doni) Dimitrij, 1359–1389 (a kulikovói csatában a mongolok legyőzője)
- III. (Nagy) Iván, 1462–1505 (Oroszország újraegyesítője)
- IV. (Rettegett) Iván, 1533–1584 (az első orosz cár 1547-től)
- I. Fjodor, 1584–1598 (a Rurik-dinasztia moszkvai ágának utolsó uralkodója)
- IV. Vaszilij, 1606–1610 (a Rurik-dinasztia sujszkiji ágának a tagja, a dinasztia utolsó uralkodója)

A család moszkvai ágának kihalásával Oroszországban a „zűrzavarok időszakának” nevezett, külföldi beavatkozásokkal kísért polgárháborús időszak következett (1598–1613), amelynek végén a Romanov-ház került trónra.

## Családfa
- http://www.bressuire-ryazan.fr./IMG/jpg/scan882.jpg Archiválva 2014. február 17-i dátummal a Wayback Machine-ben
- Orosz uralkodók családfája
- http://genealogy.euweb.cz/russia/rurik1.html – Az első kijevi fejedelmek (900–1100) [törzság]
- http://genealogy.euweb.cz/russia/rurik2.html – Polocki Izjaszláv (†1001) családja [törzság]
- http://genealogy.euweb.cz/russia/rurik3.html – Novgorodi Vlagyimir (†1052) családja [törzság]
- http://genealogy.euweb.cz/russia/rurik4.html – I. Izjaszláv kijevi nagyfejedelem (†1078) ága
- http://genealogy.euweb.cz/russia/rurik5.html – II. Szvjatoszláv kijevi nagyfejedelem (†1076) ága
- http://genealogy.euweb.cz/russia/rurik6.html – IV. Vszevolod kijevi nagyfejedelem (†1215) családja [II. Szvjatoszláv ága]
- http://genealogy.euweb.cz/russia/rurik7.html – Jaroszláv pronszki fejedelem (†1299) családja [II. Szvjatoszláv ága]
- https://web.archive.org/web/20130518035146/http://genealogy.euweb.cz/russia/rurik8.html – I. Vszevolod kijevi nagyfejedelem (†1093) ága
- http://genealogy.euweb.cz/russia/rurik9.html – II. Izjaszláv kijevi nagyfejedelem (†1154) családja [I. Vszevolod ága]
- http://genealogy.euweb.cz/russia/rurik10.html – I. Rosztyiszlav kijevi nagyfejedelem (†1167) családja [I. Vszevolod ága]
- http://genealogy.euweb.cz/russia/rurik11.html – I. Vaszilij rosztovi fejedelem (†1238) családja [I. Vszevolod ága]
- http://genealogy.euweb.cz/russia/rurik12.html – I. Sándor vlagyimiri nagyfejedelem (†1263) családja [I. Vszevolod ága]
- http://genealogy.euweb.cz/russia/rurik13.html – II. András vlagyimiri nagyfejedelem (†1264) családja [I. Vszevolod ága]
- http://genealogy.euweb.cz/russia/rurik14.html – Jaroszláv tveri fejedelem (†1272) családja [I. Vszevolod ága]
- http://genealogy.euweb.cz/russia/rurik15.html – II. Vaszilij moszkvai nagyfejedelem (†1462) és az utolsó Rurikok [I. Vszevolod ága]